# Killala
Killala (en gaèlic irlandès Cill Ala) és una vila d'Irlanda, al comtat de Mayo, a la província de Connacht. Es troba al nord de Ballina. Antigament passava pel poble el ferrocarril de Dublín a Ballina. A l'oest de Killala hi ha Townsplots West (o Enagh Beg), que conté nombroses fortificacions antigues.

## Història
Killala fou l'indret de la primera batalla de les forces franceses del general Humbert durant la rebel·lió irlandesa de 1798, que va desembarcar al proper port de Kilcummin i ràpidament es van apoderar de la ciutat. La ciutat fou també el lloc de l'última batalla a terra en la revolta el 23 setembre 1798, quan l'exèrcit britànic va derrotar a una força rebel irlandesa a Killala. Killala va ser utilitzada com el lloc principal per a la multimilionària sèrie de televisió de 1981 "The Year of the French" (basada en la novel·la de Thomas Flanagan). En 1998 Killala celebrà el bicentenari de l'esdeveniment agermanant-se amb la comuna bretona de Chauvé (Kalveg) i Killala s'ha consolidat com un lloc popular per als historiadors.